# 대의적 시민성
대의적 시민성은 자신이 속한 국가부터 시작하여 세계 전체의 평화와 이익을 추구하는 태도이다. 각 국가가 먼저 바로 서야 전체가 바로 설 수 있다는 입장으로, 우선적으로는 자신이 사는 국가의 이익을 추구하지만 세계 시민의 관점에서 보았을 때 국가의 이익과 세계의 이익이 일치하지 않을 경우에는 대의, 즉 세계 전체의 평화와 이익에 부합하는 행동을 하는 것이다. 

### 특징
애국심과 세계 시민성을 함께 살펴볼 수 있는 입장이다. 애국심을 바탕으로 자신이 속한 나라의 상황과 이익을 먼저 고려하되 최종적인 목표는 세계 전체의 평화와 이익이기 때문에 객관적인 세계 시민의 관점으로 자신이 속한 나라의 상황을 바라볼 필요성이 있다. 객관적으로 바라봤을 때 국가의 이익이 대의와 맞지 않는다면 세계의 이익을 위하여 행동해야 한다.  
'대의적 시민성'은 애국심과 세계 시민성이 가지고 있는 한계를 보완한 개념이다. 애국심과 세계 시민성의 정의 및 한계는 다음과 같다.

### 애국심의 정의 및 한계
-정의: 자기가 속해 있는 나라를 사랑하고 그 사랑을 바탕으로 국가에 대하여 충성ㆍ헌신하려는 의식 · 신념을 의미한다.
-한계
① 애국주의가 국가 우월주의로 이어질 가능성이 높음
애국주의는 종종 자신의 나라를 다른 나라보다 우월하다고 여기는 경향을 갖는데, 이로 인해 이기적인 태도나 민족주의적 감정이 강조될 수 있으며 타국과의 갈등과 대립을 초래할 수 있다.
② 애국심만으로 국제 사회에서 발생하는 갈등을 해결할 수 없음
-21세기에 우리는 하나의 연결된 지구 공동체 속에서 살아가고 있는데, 이에 따라 전 지구적 차원에서 환경, 인권, 전쟁, 빈곤 등의 문제가 발생하고 있다. 이러한 문제는 한 국가만의 문제가 아닐뿐더러 이것이 전세계적으로 영향을 줄 수 있기 때문에 국가간 상호 협력과 공동 대응이 필요한데, 애국심 하나만으로는 이러한 문제를 해결하기란 어렵다.
③ 다양성과 포용성의 부족
-애국주의는 종종 특정한 민족, 문화, 종교, 인종 등을 강조하고 다른 집단과의 차별을 조장할 가능성이 높다. 이는 다양한 문화와 가치관을 갖고 있는 사람들을 포용하지 못할 수 있으며, 다른 문화나 이민자들을 배척하거나 국가의 독점적인 가치관을 강요하는 결과를 초래하며, 상호 이해와 협력을 저해할 수 있다.
④ 분단과 갈등 조장의 가능성
-강한 애국심은 때로 다른 국가나 이민자, 소수 집단 등을 타자로 보고 대립과 갈등을 야기할 수 있다. 이는 세계적인 평화와 협력을 방해하고 지역간의 갈등을 부추길 수 있다.
⑤ 무조건적인 충성심
-애국심이 지나치게 강해지면 개인이나 집단이 나라에 대한 비판적인 사고를 갖지 않고 무조건적으로 충성을 하게 될 가능성이 높은데 이로 인해 부정부패, 인권 침해 등 나라 내부의 문제를 알고서도 무시하거나 묵인하는 상황이 발생할 수 있다.

### 세계 시민성의 정의 및 한계
-정의: 세계 시민성은 전 지구적 차원의 공동체에 속한 일원으로서 인류 보편적 가치를 생각하고 능동적으로 실천하고자 하는 자질과 역량을 의미한다. 이는 모든 사람이 특정한 국가나 장소의 시민으로서가 아니라 전 세계적인 철학과 감각을 가지고 세계의 일원이 됨으로써 가지는 권리와 시민적 책임이다.
-한계: 이는 세계 시민으로서의 역할만을 강조하다 보니 본 국가에 대한 책임을 간과할 수 있으며, 정작 국가 내에서 발생하는 여러 문제를 소홀히 하게 될 수 있다는 한계를 지닌다. 각 국가 내에는 여전히 취약계층의 복지 등과 같이 개선해야 할 부분이 많은 실정으로, 애국심을 고취하여 우선 국가적 문제를 해결해야 한다는 비판을 받는다. 또, 파레크는 세계 시민성에 대해 ‘이것이 세계의 시민이 되는 것을 의미한다면 이는 바람직하지도 않고 실현 가능하지도 않다.’라고 주장하였다. 이처럼 세계 시민성은 지구 공동체의 시민으로서 가지는 역량이라는 점에서 세계 정부가 부재한 상황에서 이는 다소 추상적이기 때문에 도덕적 감정을 불러일으키기 어렵고, 지리적이고 정치적인 경계에 속한 각 국가 사회에 혼란을 야기할 수 있다. 또한, 세계의 문제를 해결하기 위해 각 국가의 이익을 포기하고 하나의 보편을 강제하거나, 합의를 이루려고 하는 것은 권력집중이나 획일화의 위험이 있으며, 현실성이 다소 부족하다는 점에서 보완이 필요하다.

### 대의적 시민성의 기대 효과(사용될 수 있는 예)
-대의적 시민성은 근본적으로 현대 사회에서 발생할 수 있는 애국심과 세계 시민성 사이의 갈등을 해결하고, 미래의 문제를 예방하거나 최소화시킬 수 있을 것이다. 계속되는 세계화 시대에 살고 있는 우리는 자국의 이익과 인류의 보편적인 가치를 두고 논쟁에 직면하게 된다. 뿐만 아니라, 이는 다양한 문제로 이어져 전 지구적 차원에서 공동체의 분열을 일으킬 수도 있다. 이러한 상황에서 제시된 대안인 대의적 시민성은 대의 즉, 세계 전체의 평화와 이익을 최종적으로 고려하여 문제를 바라본다. 우선적으로는 자국의 이익을 추구하지만, 세계의 이익과 충돌하는 경우, 전체의 관점에서 세계 시민의 입장을 추구하는 것이다. 이를 예시를 통해 구체적으로 살펴보면, 세계화 시대에 인류가 겪고 있는 문제 중 하나로 난민문제가 있다. 증가하는 난민에 따라 수용의 필요성이 제기되는 상황에서 ‘적극적으로 난민을 수용해야 하는가?’ 에 대한 논의가 계속되고 있다. 이에 대해 애국심과 세계 시민성이 충돌하고 있으며, 두 입장은 다음과 같다.

-애국심을 우선하는 입장: 난민 문제보다도 자국 내에 존재하는 여러 문제들이 있기에 우리 국가의 문제부터 먼저 해결할 필요가 있다. 그리고 국민 여론, 비용 등 난민을 받아들이기 위해 고려할 사항이 많은 입장에서 무리하게 난민을 수용하게 되면 국가의 안정성을 보장할 수 없다. 발생할 수 있는 종교나 문화의 갈등과 범죄 등의 문제도 간과할 수 없을 것이다. 따라서 적극적으로 난민을 수용하자는 의견에 반대하며, 난민 수용을 최소화해야 한다.
-세계 시민성을 우선하는 입장: 이미 자국은 다양한 인종과 종교가 섞인 다문화 국가가 되었으며, 계속해서 난민 문제를 회피하는 것은 국제 사회의 일원으로서 주어진 책임을 저버리는 것이다. 난민 문제가 지속된다면 이는 각 국가에게 직•간접적으로 영향을 미치게 되고, 결국 자국의 발전에도 피해가 갈 것이다. 우리는 세계 공동체에 속한 시민으로서 서로 연결되어 있다는 점을 인식해야 하고, 인도적으로도 마땅히 난민을 보호하는데 노력을 기울여야 한다. 따라서 적극적으로 난민을 수용하자는 의견에 찬성한다.
-이 문제에 대의적 시민성을 사용한다면, 우리는 결론적으로 난민을 적절히 수용할 필요가 있다. 우선적으로 자국의 이익을 생각했을 때 다방면으로 난민을 받아들이기 쉽지 않은 상황이고, 전체보다 먼저 각 국가의 여건을 개선해야 한다. 그러나 우리는 지구 공동체 시민으로서 지속되는 난민 문제가 세계 평화와 안정에 부정적인 영향을 미칠 수 있음을 최종적으로 고려해야 할 것이다. 더 넓은 관점에서 세계의 이익을 생각하여 난민을 수용하는 방향으로 나아가야 한다. 대의에 따라 난민을 받아들일 때, 실현되는 인류의 보편적 가치에 집중하여 난민을 포함한 모두가 인권을 보장받고 행복을 누릴 수 있음을 인식한다. 이로 인한 이점으로서 세계의 발전, 개인의 삶의 발전 가능성도 함께 살펴볼 수 있다. 세계화에 따라 다양한 가치가 존재하고 갈등이 불가피한 사회에서 우리는 전 세계적인 생각을 토대로 세계 시민성을 지니며 함께 살아가는 지구촌에 대한 권리, 그 시민적 책임을 다하는 것이 필요하다.

이처럼 대의적 시민성을 통해 갈등을 해결할 수 있으며, 앞으로 이와 같은 이념 충돌의 문제가 발생할 때 대안으로서 사용할 수 있다.